# Ernest Van Dyck
Pour les articles homonymes, voir Van Dyck.
Ernest Van Dyck, né le 2 avril 1861 à Anvers et mort le 31 août 1923 à Berlaar, est un ténor dramatique belge, célèbre pour ses interprétations du répertoire wagnérien.
Il avait épousé la fille du violoncelliste Adrien-François Servais dont la statue se trouve toujours sur une place de Halle en Brabant flamand.

## Galerie

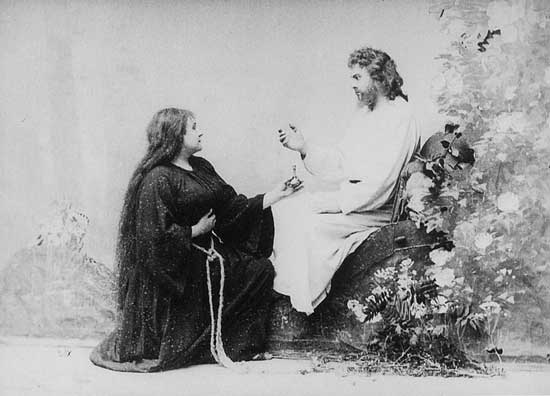
Ernest van Dyck et Amalie Materna (Parsifal et Kundry) à Bayreuth, 1889.
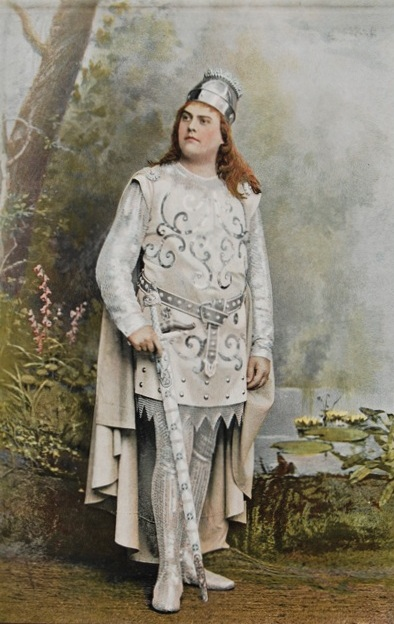
Van Dyck personnifiant le rôle-titre dans Lohengrin, 1895

## Sources
- David Ewen, Encyclopedia of the Opera: New Enlarged Edition.  New York; Hill and Wang, 1963.
- Ernest Van Dyck, Ma Carrière musicale, article in revue Musica, no 1, octobre 1902.
- Malou Haine, Ernest Van Dyck, un ténor à Bayreuth, suivi de la correspondance avec Cosima Wagner, Lyon : Symétrie, 2005,  (ISBN 2-914373-15-5)